# Horní Ves (Fryšták)
Horní Ves (německy Oberdorf) je část města Fryšták v okrese Zlín. Nachází se na severovýchodě Fryštáku. Je zde evidováno 410 adres. Trvale zde žije 1 305 obyvatel.
Horní Ves leží v katastrálním území Horní Ves u Fryštáku o rozloze 8,29 km2.